# Bo Rong
Bo Rong (chinesisch 荣博, * 6. Oktober 1985, verheiratete Rong Schafer) ist eine chinesische Badmintonspielerin, die später für die USA startete. 

## Karriere
Bo Rong siegte noch für China startend bei den Estonian International 2009. Bei den Boston Open war sie 2010 und 2012 erfolgreich. 2012 siegte sie auch bei den US-amerikanischen Badmintonmeisterschaften. 2014 war sie bei den Venezuela International und den Mercosul International erfolgreich.

## Sportliche Erfolge
| Saison | Veranstaltung                  | Disziplin   | Platz | Name                        |
| ------ | ------------------------------ | ----------- | ----- | --------------------------- |
| 2009   | Estonian International         | Damendoppel | 1     | Cai Jiani / Bo Rong         |
| 2011   | US-amerikanische Meisterschaft | Dameneinzel | 2     | Bo Rong                     |
| 2012   | US-amerikanische Meisterschaft | Damendoppel | 2     | Daphne Ng / Bo Rong         |
| 2012   | US-amerikanische Meisterschaft | Dameneinzel | 1     | Bo Rong                     |
| 2014   | Peru International             | Dameneinzel | 3     | Bo Rong                     |
| 2014   | Venezuela International        | Mixed       | 1     | Milan Ludik / Bo Rong       |
| 2014   | Mercosul International         | Mixed       | 1     | Sören Toft Hansen / Bo Rong |